# Podunavlje (district)
Pour les articles homonymes, voir Podunavlje.
Le district de Podunavlje (en serbe cyrillique : Подунавски округ ; en serbe latin : Podunavski okrug) est une subdivision administrative de la république de Serbie. Au recensement de 2011, il comptait 198 184 habitants. Le centre administratif du district de Podunavlje est la ville de Smederevo.
Le district est situé au centre-nord de la Serbie.

## Villes et municipalités du district de Podunavlje
| Nom                 | Superficie (en km²) | Population 2002 | Population 2011 | Statut       |
| ------------------- | ------------------- | --------------- | --------------- | ------------ |
| Velika Plana        | 345                 | 44 470          | 40 578          | Municipalité |
| Smederevo           | 484                 | 109 809         | 107 528         | Ville        |
| Smederevska Palanka | 422                 | 56 011          | 50 078          | Municipalité |
| Total               | 1 251               | 210 290         | 198 184         |              |

## Autre
Au XIVe siècle, Smederevo était la capitale de l’État serbe médiéval. On y trouve encore un palais datant du règne de Đurađ Branković.
Sur le plan économique, Smederevo est aujourd’hui l’une des villes plus importantes de la Serbie.